# Trout Bog Lake
Der Trout Bog Lake (deutsch: Forellenmoorsee), auch als Bog 12-15 bekannt, ist ein kleiner Moorsee in Vilas County, Wisconsin, USA. Es befindet sich im Nordosten nahe dem Südbecken des viel größeren Trout Lakes. Da es sich um ein Moor handelt, ist der pH-Wert extrem niedrig, im Durchschnitt ist liegt er bei 4,8. Der Moorsee ist vollständig von Vegetation umgeben, mit Ausnahme einer Forststraße (Bardon Road), die als Zugang zum Seegebiet dient.

## Limnologie
Der Trout Bog Lake ist einer von sieben Seen, die auf dem Gebiet der North Temperate Lakes des Long Term Ecological Research Network (LTER) untersucht werden. Der See beherbergt auch eine Sensorboje, die Daten an das Forschungsnetzwerk  GLEON (Global Lake Ecological Observatory Network) weiterleitet.
Im Jahr 2017 war der See Gegenstand einer dreijährigen metagemonischen Studie von Simon Roux et al. über Virophagen und die Riesenviren, die ihnen als Wirte dienen. Als Ergebnis wurde eine ganze Reihe von neuen Spezies der Virophagen-Klasse Virophaviricetes (ehemals Maveriviricetes bzw. Familie Lavidaviridae) vorgeschlagen, die dort sowohl in den Oberfläschenchichten (Epilimnion) als auch in den Tiefen (Hypolimnion) gefunden wurden und als TBE (Trout Bog epilimnion) bzw. TBH (Trout Bog hypolimnion) Virophagen klassifiziert wurden.

## Fischarten
Der Trout Bog Lake beherbergt im Gegensatz zu seinem größeren Nachbarn Trout Lake nur sehr wenige Fischarten. Die mit Abstand häufigste Art im See ist der Amerikanische Hundsfisch (Umbra limi, Hechtartige, englisch central mudminnow). Auch der Bluegill (deutsch: Blaukiemer, Lepomis macrochirus, Barschartige) und der Schwarze Zwergwels (Ameiurus melas, Welsartige, engl. black bullhead) sind nachgewiesen.